# Forn de guix de Coll Roig
El Forn de guix de Coll Roig és una obra de Móra d'Ebre (Ribera d'Ebre) inclosa a l'Inventari del Patrimoni Arquitectònic de Catalunya.

## Descripció
És un forn de guix. Es conserven restes de l'estructura arquitectònica. Es tracta d'una construcció feta amb pedra escairada i morter, de planta circular. Es troba parcialment enderrocada.
Adossada al forn, trobem una estructura posterior feta amb totxos, actualment també en desús.